# Torre García
Torre García és una torre de guaita que està situada a la platja de Torregarcía, al terme municipal de la ciutat d'Almeria (província d'Almeria, Andalusia, Espanya). Catalogada amb el número AL-CAS-026 i d'accés lliure. Va ser construïda al segle xvi i actualment es troba prohibit l'accés a ella a causa del seu mal estat de conservació.

## Història
Es presumeix origen islàmic (Torre de Graçia, 1501). Situada entre la Torre del Alquyán i la Estançia del Cap de Gata, i al costat de les ruïnes d'una antiga fàbrica de salaons romana, comptava amb una dotació de tres homes. El 21 de desembre de 1502 el guarda Andrés de Jaén va trobar als seus voltants una imatge de la Mare de Déu del Mar, que el 1806 arribaria a ser Patrona de la ciutat. En aquest lloc es va construir una ermita el 1953. Per informes de Joan d'Almeria el 1526 es dedueix que estava derruïda. S'inicia la seva reconstrucció entre 1571 i 1575.
Segons informe de 1759 estava en bon estat i tenia dos torrers. Ventura Buzetta informa l'1 de desembre de 1773 de la despesa de 1000 reals de velló en el recalç, repelliment de parts i reparació de la volta. Roman ben conservada fins entrat el segle XIX; el 1849 Miguel de Santillana informa del seu regular estat. Els carabiners habiten en aquells dies una casa propera.
El 1940 es col·loca un taulell amb la imatge de la Verge de la Mar i una làpida. El 1987 l'arquitecte d'Almeria don Jesús Martínez Durbán projecta la seva restauració, obra realitzada entre el 9 d'octubre de 1987 i el 4 de setembre de 1989 sota la direcció dels arquitectes don Pedro Nau Yagüe i don Francisco Salvador Granados: es consoliden paraments, es col·loca escala metàl·lica permanent d'accés i es reposa el coronament.
A partir de 1987 queda inclosa en el parc natural del Cap de Gata-Níjar.

## Protecció
Es troba sota la protecció de la Declaració genèrica del Decret de 22 d'abril de 1949 i la Llei 16/1985 de 25 de juny (BOE número 155 de 29 de juny de 1985) sobre el Patrimoni Històric Espanyol. La Junta d'Andalusia va atorgar un reconeixement especial als castells de la Comunitat Autònoma d'Andalusia en 1993. És Bé d'Interès Cultural des de 1993.